# Taliabusmygsångare
Taliabusmygsångare (Locustella portenta) är en nyligen beskriven fågelart i familjen gräsfåglar inom ordningen tättingar.

## Utbredning och systematik
Fågeln förekommer enbart på ön Taliabu i ögruppen Sulaöarna i Indonesien. Den upptäcktes 2009 och beskrevs som ny art 2020.

## Status
Arten har ett begränsat utbredningsområde och tros minska i antal. IUCN kategoriserar den som sårbar (VU). Beståndet uppskattas till mellan 4 500 och 15 000 vuxna individer.